# 源重宗
源 重宗（みなもと の しげむね、生没年不詳）は、平安時代後期の武将。駿河守源定宗（満政の嫡男・忠重の子）の子。母は大納言藤原斉信女。官位は従五位下、佐渡守（『尊卑分脈』）。八島氏（羽島氏）の祖。

## 経歴
美濃国方県郡付近を本拠としたものと推測される。承暦3年（1079年）6月、同国多芸郡において源国房（摂津源氏）と合戦を繰り広げたことから朝廷より召還を命ぜられるが、これに従わなかったため右兵衛尉を解任される。その後、源義家（河内源氏）の追討を受け、9月に関白藤原師実に降伏したが、重罪として左獄に下された（『為房卿記』『扶桑略記』）。子の重実、重時は鳥羽院四天王と呼ばれた（『尊卑分脈』）。子孫は八島氏、浦野氏、河辺氏、山田氏、葦敷氏、泉氏、足助氏、木田氏、開田氏らの諸族となり、その勢力は濃尾の間に及んだ。

## 系譜
- 父：源定宗
- 母：藤原斉信女 - 斉信は一条朝四納言の一人で藤原道長の従兄弟。
- 妻：源守忠女
  - 男子：源重時 - 鳥羽院北面四天王。
- 生母不明
  - 男子：源重実（佐渡源太） - 号八島。鳥羽院北面四天王。
  - 男子：源重長（木田三郎） - 子孫は木田氏。
  - 男子：源重高（佐渡七郎）
  - 男子：源重親 - 子孫は小島氏。